# Bernhard Pollini

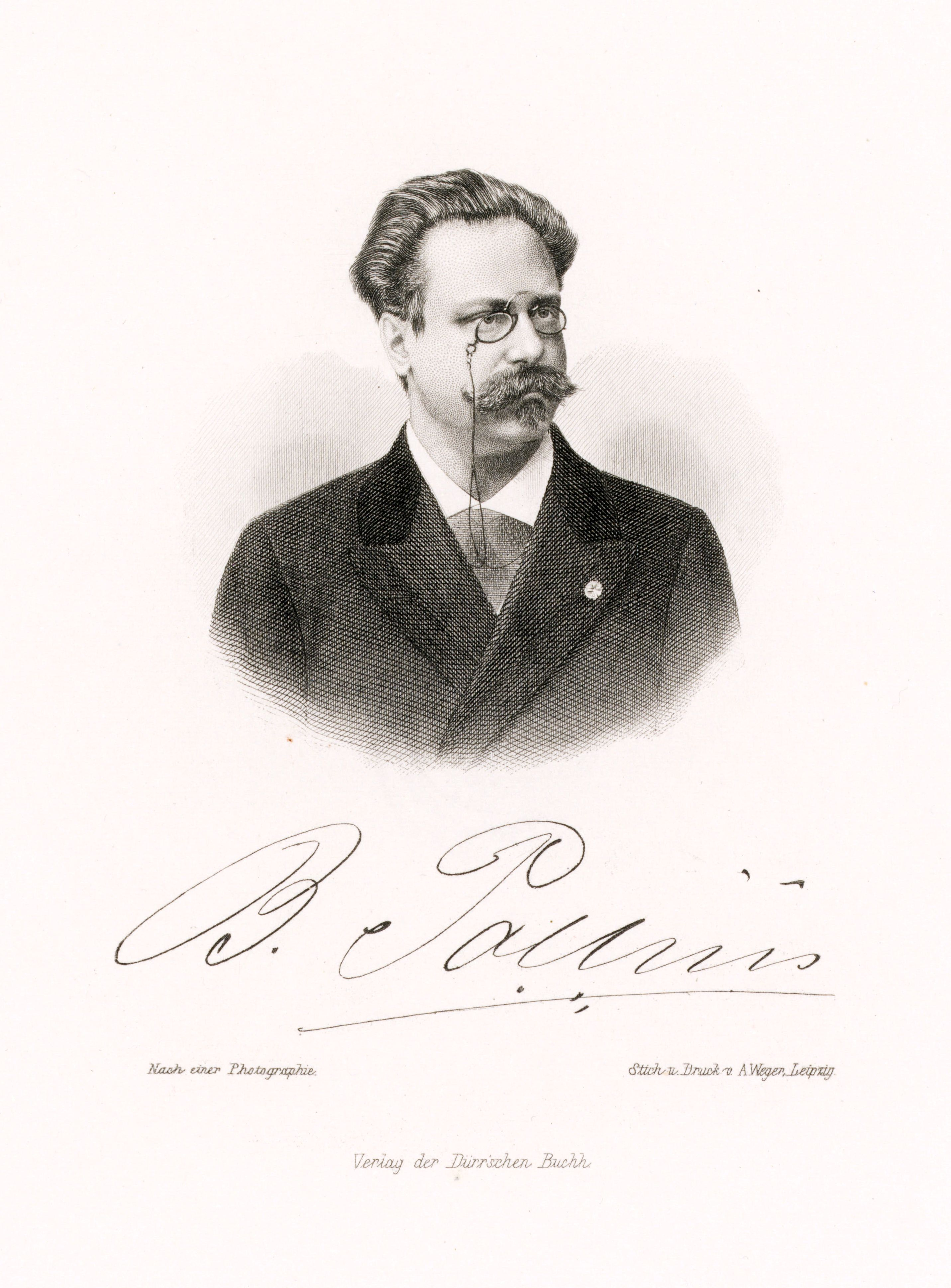
Bernhard Pollini, Kupferstich von August Weger

Bernhard Pollini, eigentlich Baruch Pohl, (* 16. Dezember 1838 in Köln; † 26. November 1897 in Hamburg) war ein deutscher Opernsänger (Tenor), Intendant und Opernprinzipal.

## Leben
Bernhard Pollini entstammt einer in sehr bescheidenen Verhältnissen lebenden streng jüdischen Familie und hieß eigentlich Baruch Pohl. Er besuchte das Gymnasium und arbeitete anschließend bei einem Kaufmann, ehe er im Jahre 1857 in seiner Geburtsstadt als Lord Arturo Talbo in der Oper I puritani von Vincenzo Bellini debütierte. Er wechselte ins Baritonfach und schloss sich im Herbst des Jahres 1865 einer italienischen Operntruppe an, deren Impresario er wurde. Damit begann seine Karriere als einer der bedeutendsten Operndirektoren seiner Epoche.
Er sang am Hoftheater von Dessau und in den Jahren 1860 und 1861 am Opernhaus von Riga. Im Jahre 1864 wurde er Direktor der Lemberger Oper und ging dann für einige Jahre nach Sankt Petersburg und Moskau, wo er leitender Impresario der Italienischen Oper war. Im Jahre 1874 wurde er Direktor der Hamburger Oper und leitete ab 1876 zusätzlich das Stadttheater Altona und ab 1894 auch das Thalia Theater. Wöchentlich präsentierte er viermal Oper, zweimal Schauspiel, einmal Operette oder Ballett und war damit so erfolgreich, dass er volle Häuser und stattliche Überschüsse erzielte. Er brachte 175 Erstaufführungen, davon 51 Uraufführungen, auf die Bühne und übte seine Tätigkeit als Operndirektor bis zu seinem Tod aus.
Er verpflichtete bedeutende Sänger und Dirigenten, denen er hohe Gagen bezahlte, an die Hamburger Oper und brachte sie damit auf ein hohes künstlerisches Niveau. Bekannte Komponisten wie etwa Puccini und Tschaikowsky wurden engagiert, um ihre eigenen Werke zu dirigieren. Letzterer gab allerdings die Hamburger Erstaufführung von Eugen Onegin 1892 an Gustav Mahler ab und setzte sich nur ins Publikum.  Gleichzeitig bezahlte Pollini das Orchester und das Ensemble so schlecht, dass Hans von Bülow nach nur 10½ Monaten wegen unzumutbarer Arbeitsbedingungen und Gehälter aufgab, wovor bereits Richard Strauss gewarnt hatte. „Es ging so nichtswürdig lumpig in der heutigen Don Juan-Probe her, daß ich meinen Ekel an dieser Wirtschaft nicht länger zu bemeistern mag“, schrieb von Bülow seinem Agenten. Im Jahre 1891 berief Pollini den erst 30-jährigen Gustav Mahler von der Budapester Oper als Nachfolger von Hans von Bülow als Ersten Kapellmeister an sein Haus. Gemeinsam mit ihm organisierte er ein Gastspiel seines Ensembles an die Covent Garden Opera nach London, bei dem unter dem Dirigat von Mahler Der Ring des Nibelungen von Richard Wagner und weitere Opern aufgeführt wurden.
Pollini ging bei der Verfolgung seiner Ziele als Operndirektor keine Kompromisse ein und forderte auch Gustav Mahler bis an die Grenzen der Leistungsfähigkeit. So dirigierte Mahler in der Saison 1894/95 an 126 Abenden im Stadt-Theater, an weiteren 23 in Altona und übernahm für den verstorbenen Hans von Bülow die Leitung der Abonnementskonzerte. Ein Dauerkrieg zwischen Mahler und Pollini war die Folge, bis man sich wenige Monate vor Pollinis Tod im Jahre 1897 trennte.
Im Jahre 1888 wurde er Hamburger Bürger und erhielt vom Senat das Recht, den Künstlernamen Pollini zu tragen. 1894 heiratete Pollini die Sopranistin Bianca Bianchi, die ab diesem Zeitpunkt als Primadonna in Hamburg sang. Weitere bedeutende Sänger, die Pollini nach Hamburg verpflichtete, waren unter anderen Albert Niemann, Katharina Klafsky oder Anna von Mildenburg.
Unmittelbar nach einer „Meistersinger“–Aufführung verstarb Pollini an einer Herzlähmung.

## Trivia
Der geschäftstüchtige Pollini verhandelte im Jahre 1877 mit Richard Wagner bezüglich der Aufführungsrechte für Die Walküre, die als die zugkräftigste Oper aus dem Ringzyklus galt, was jedoch Wagner nicht gestattete. Der Impresario verhandelte daraufhin mit Wagner über den gesamten Zyklus, bestand aber darauf, mit der „Walküre“ zu beginnen. Wagner resignierte und erteilte Pollini zweimal den Rat, den Zyklus des besseren Verständnisses wegen in der vorgesehenen Reihenfolge zur Aufführung zu bringen. Diesen Rat beachtete Pollini nicht und so begann der Zyklus am 30. März 1878 mit der Premiere der „Walküre“.